# Iuri Onufrienko
Iuri Onufrienko   (Riasne, 6 de febrer de 1961), nom complet amb patronímic Iuri Ivànovitx Onufrienko, rus: Юрий Иванович Онуфриенко, és un cosmonauta rus. És un veterà de dos vols espacials, a bord de l'estació espacial Mir en el 1996 i a bord de l'Estació Espacial Internacional en el 2001-2002.